# Тредіффрін Тауншип (округ Честер, Пенсільванія)
Тредіффрін Тауншип (англ. Tredyffrin Township) — селище (англ. township) в США, в окрузі Честер штату Пенсільванія. Населення — 31 927 осіб (2020).

## Демографія
Згідно з переписом 2010 року, у селищі мешкали 29 332 особи в 12 112 домогосподарствах у складі 7874 родин. Було 12679 помешкань
Расовий склад населення:
| - 85,1 % — білих - 9,8 % — азіатів - 3,3 % — чорних або афроамериканців - 0,1 % — корінних американців |

До двох чи більше рас належало 1,4 %. Частка іспаномовних становила 2,2 % від усіх жителів.
За віковим діапазоном населення розподілялося таким чином: 24,3 % — особи молодші 18 років, 60,3 % — особи у віці 18—64 років, 15,4 % — особи у віці 65 років та старші. Медіана віку мешканця становила 42,9 року. На 100 осіб жіночої статі у селищі припадало 89,5 чоловіків;  на 100 жінок у віці від 18 років та старших — 86,6 чоловіків також старших 18 років.
Середній дохід на одне домашнє господарство  становив 150 930 доларів США (медіана — 114 125), а середній дохід на одну сім'ю — 183 449 доларів (медіана — 144 705). Медіана доходів становила 105 183 долари для чоловіків та 75 929 доларів для жінок. За межею бідності перебувало 4,8 % осіб, у тому числі 6,9 % дітей у віці до 18 років та 2,5 % осіб у віці 65 років та старших.
Цивільне працевлаштоване населення становило 15 086 осіб. Основні галузі зайнятості: науковці, спеціалісти, менеджери — 23,2 %, освіта, охорона здоров'я та соціальна допомога — 22,4 %, фінанси, страхування та нерухомість — 15,8 %.